# Ippolito Nievo (cacciatorpediniere)
L’Ippolito Nievo è stato un cacciatorpediniere (e successivamente una torpediniera) della Regia Marina.

## Storia
Entrò in servizio alcuni mesi dopo l'ingresso dell'Italia nella prima guerra mondiale. Partecipò attivamente al conflitto, sia in azioni di guerriglia navale (combattimenti con unità similari e supporto ad azioni di MAS) sia di scorta ai convogli per l'Albania.
Nel pomeriggio del 6 dicembre 1915 salpò da Taranto al comando di Ferdinando di Savoia per scortare a Valona, insieme agli esploratori Quarto e Pepe, all'incrociatore ausiliario Città di Catania, ai posamine Partenope e Minerva ed ai cacciatorpediniere Abba, Nullo e Borea, un convoglio formato dai trasporti truppe Indiana, America, Cordova e Dante Alighieri con a bordo in tutto 400 ufficiali, 6300 sottufficiali e soldati e 1200 quadrupedi.
Verso le nove del mattino del 29 dicembre il Nievo, inquadrato nella squadriglia cacciatorpediniere «Abba», uscì da Brindisi insieme all'esploratore Bixio ed all'incrociatore britannico Weymouth per porsi all'inseguimento, come avevano già fatto numerose altre unità italo-franco-britanniche, di una formazione austro-ungarica (esploratore SMS Helgoland, cacciatorpediniere Csepel, Tátra, Triglav, Lika e Balaton) che aveva cannoneggiato ed affondato alcuni mercantili (due velieri ed il piroscafo greco Mikael) ormeggiati a Durazzo. Nel successivo scontro, che si concluse con l'affondamento su mine delle unità avversarie Tátra e Triglav ed il danneggiamento di altre navi sia anglo-italiane che austro-ungariche, il Nievo non ebbe un particolare ruolo.
Nella notte tra il 25 ed il 26 giugno 1916 il Nievo, al comando di Ferdinando di Savoia, fornì scorta ravvicinata, insieme ai cacciatorpediniere Abba e Mosto, ai MAS 5 e 7, che, a rimorchio rispettivamente delle torpediniere 36 PN e 34 PN, attaccarono il naviglio austro-ungarico alla fonda a Durazzo: alle 00.15 i due MAS mollarono il rimorchio a 2,5 miglia dall'obiettivo, all'1.45 lanciarono i siluri ed alle 2.40 si ricongiunsero alla formazione di cui faceva parte il Nievo, rientrando alla base. Nell'attacco fu affondato il piroscafo Sarajevo (1111 tsl).
Nella notte tra il 3 ed il 4 novembre dello stesso anno Abba, Nievo e Pilo supportarono un nuovo attacco dei MAS 6 e 7 (rimorchiati dalle torpediniere 34 PN, 35 PN e 36 PN) contro Durazzo, azione che non ebbe successo causa la presenza di reti parasiluri.
Alle 23 del 22 dicembre 1916 Abba, Nievo e Pilo salparono da Brindisi e fece rotta su Capo Rodoni per attaccare alcuni cacciatorpediniere austriaci (Scharfschütze, Dinara, Réka e Velebit) che avevano effettuato un'incursione nel canale d'Otranto e che, dopo uno scontro con unità francesi (cacciatorpediniere Casque, Riviére, Protet, Boutefeu, Dehorter e Bory), stavano rientrando a Cattaro. Le unità nemiche non furono trovate ed i due gruppi di cacciatorpediniere italiani e francesi s'incontrarono in maniera piuttosto confusa: non fu possibile coordinare le manovre ed il Casque entrò in collisione con l’Abba, e quindi un secondo cacciatorpediniere francese, il Boutefeu, evitò di stretta misura Nievo e Pilo e speronò a sua volta l’Abba. Le tre navi, danneggiate, poterono rientrare in porto.
Il 24 dicembre fu impiegato in appoggio, insieme all'esploratore Mirabello ed al cacciatorpediniere Impavido, ad un'azione dei MAS 3 e 6, che, trainati rispettivamente dalle torpediniere costiere 36 PN e 54 AS, avrebbero dovuto attaccare le navi austroungariche nel porto di Durazzo; l'azione fu tuttavia interrotta in quanto, a tre sole miglia dalla meta, il MAS 6 rimase danneggiato dall'urto contro dei rottami.
L'11 giugno 1917 Nievo, Pilo e la torpediniera 37 PN fornirono appoggio ad un attacco di nove idrovolanti, partiti da Brindisi, contro Durazzo.
Nella notte tra il 3 ed il 4 settembre i cacciatorpediniere Nievo, Mosto (italiani), Bisson e Bory (francesi), l'esploratore Bixio (italiano) e l'incrociatore Weymouth (inglese) salparono da Otranto per scortare 6 idrosiluranti ed 8 motoscafi britannici che avrebbero dovuto effettuare un'incursione contro Cattaro. L'attacco dovette tuttavia essere interrotto e rimandato causa le peggiorate condizioni meteorologiche.
Il 19 ottobre 1917, mentre si trovava in navigazione da Valona a Brindisi insieme a Pilo e Weymouth, ricevette ordine di unirsi ad un gruppo di unità – esploratori Aquila e Sparviero, incrociatori britannici Gloucester e Newcastle e cacciatorpediniere Commandant Riviére, Bisson, Bory (francesi), Indomito, Missori e Mosto (italiani) – per porsi all'inseguimento di un gruppo di navi austroungariche (esploratore Helgoland, cacciatorpediniere Lika, Triglav, Tátra, Csepel, Orjen e Balaton) che erano uscite da Cattaro per attaccare convogli italiani. Helgoland e Lika, non essendo stati trovati convogli, si portarono in vista di Brindisi per farsi inseguire dalle navi italiane ed attirarle nella zona d'agguato dei sommergibili U 32 ed U 40, ma dopo un lungo inseguimento che vide anche alcuni attacchi aerei alle unità nemiche, tutte le navi italiane tornarono in porto senza danni.
Passato al comando del capitano di corvetta Gustavo Ponza di San Martino, il 10 e l'11 febbraio 1918 fu designato, insieme al cacciatorpediniere Indomito ed agli esploratori Pepe e Rossarol, a supportare un'incursione che avrebbe dovuto essere compiuta dai MAS 9 e 20, rimorchiati dalle torpediniere 37 PN e 38 PN, contro Durazzo. Causa il maltempo la missione non ebbe luogo.
Il 10 marzo 1918 fu incaricato di rimorchiare sin nei pressi dell'obiettivo il MAS 99 che, insieme al 100, trainato dal cacciatorpediniere Mosto, avrebbe dovuto attaccare il naviglio austriaco a Portorose: l'operazione, rimandata per via del maltempo, fu nuovamente interrotta il 16 marzo sempre per il tempo avverso e nuovamente l'8 aprile perché la ricognizione aerea aveva accertato che il porto di Portorose era vuoto.
Alle 18.10 del 12 maggio salpò da Brindisi per rimorchiare il MAS 99 che insieme al MAS 100, trainato dal cacciatorpediniere Bronzetti, avrebbe dovuto effettuare un'incursione nella rada di Durazzo. Alle 23, ad una decina di miglia da Durazzo, furono lasciati i cavi di rimorchio, dopo di che i due mezzi penetrarono nella rada e passarono all'attacco: il MAS 99 riuscì a centrare – alle 2.30 di notte del 13 – il piroscafo Bregenz, che colò a picco dopo qualche minuto (con la morte di 234 uomini), scatenando la violenta reazione austroungarica: tutte le navi rientrarono comunque indenni a Brindisi.
Nella notte tra il 14 ed il 15 maggio Nievo e Bronzetti rimorchiarono ancora i MAS 99 e 100 fino ad una quindicina di miglia da Antivari, dove – alle 23.54 – furono lasciati i cavi di rimorchio; i MAS, dopo un infruttuoso attacco, si ricongiunsero con la formazione (che oltre ai due cacciatorpediniere comprendeva gli esploratori Pepe e Rossarol con funzioni d'appoggio) che fece ritorno a Brindisi alle 9 della mattinata successiva.
Il 2 ottobre 1918 fu in mare insieme alla corazzata Dante Alighieri, agli esploratori Racchia, Rossarol, Pepe e Poerio ed al cacciatorpediniere Schiaffino per contrastare un eventuale contrattacco di navi nemiche provenienti da Cattaro volto ad impedire il bombardamento di Durazzo da parte di altre unità italiane ed inglesi.
Posteriormente al 1918 il Nievo fu sottoposto a lavori di modifica che videro la sostituzione dei cannoni da 76 mm con 5 da 102 e l'imbarco di 2 mitragliere da 40 mm; il dislocamento a pieno carico salì a 900 tonnellate.
Nel 1929 la nave fu declassata a torpediniera.
Negli anni 1933-36 fu unità capo squadriglia torpediniere, la prima poi la terza, destinata alla scuola comando navale. Tra i suoi comandanti furono in questo periodo i capitani di fregata Gino Pavesi, Lionello Sagramoso e Franco Garofalo.
Radiata nel 1938, fu avviata alla demolizione.